# Долгая дорога в дюнах
«Долгая дорога в дюнах» (латыш. Ilgais ceļš kāpās) — советский семисерийный художественный фильм, драма. Снят на Рижской киностудии в 1980—1981 годах; всесоюзная премьера состоялась 2 июня 1982 года.

## Сюжет
В сериале показана Латвия 1939—1970-х годов.
История любви Артура, сына рыбака, и красавицы Марты, которые пронесли своё чувство через все трудности и горести военных и послевоенных лет. Долгими и тернистыми были жизненные пути, по которым шли герои фильма, пока они вновь не встретились на родной латвийской земле…
1-я серия. Май 1939 года. Артур Банга, сын рыбака, приезжает в родной посёлок на похороны отца. Он оставляет учёбу и становится рыбаком. Артур встречает соседку Марту, которую любит с детства, и у них начинается роман. Артур спасает тонущего в море сына богатого фабриканта Рихарда, тот в благодарность погашает долг семьи Артура. Марта, которая должна была вернуться в Ригу, остаётся в посёлке из-за того, что сгорает дом её отца Якоба. Во время пожара Рихард спасает Якоба из огня. Из-за недопонимания Артур думает, что Марта изменила ему с Рихардом, даёт ей пощёчину. Расстроенный Артур устраивает драку с местными айзсаргами и порывает с Мартой.
2-я серия. Богатый отец не позволил Марте выйти замуж за Артура и нашёл ей состоятельного мужа — Рихарда, сына фабриканта Лосберга, который её по-настоящему полюбил. Марта в отчаянии выходит замуж за Рихарда и вскоре узнаёт, что ждёт ребёнка от Артура. Она соглашается вместе с мужем уехать в Германию, но просит его сначала спасти Артура от ареста. Вскоре Артура призывают в армию. Рихард по поручению своих латвийских приятелей заводит в Германии знакомства с влиятельными немецкими офицерами и чиновниками. У Марты рождается сын Эдгар, которого Рихард признаёт своим.
3-я серия. В Латвии к власти приходят коммунисты, и Рихард с семьёй вынужден отложить своё возвращение домой. Артура выбирают председателем правления рыбацкой артели. Местные националисты сжигают лодки, в поджоге обвиняют отца Марты. За него заступается мать Артура. В Германии Марта возмущена той жестокостью, с которой немцы действуют на территории Польши. Муж заставляет её молчать, поскольку его бизнес полностью зависит от новой власти.
4-я серия. В конце июня 1941 года войска Вермахта вступили в Латвию, что наконец-то позволило Марте с семьёй вернуться домой в Ригу. Здесь им дали большую квартиру, которая, скорее всего, принадлежала богатой местной еврейской семье. Марта случайно в аптеке сталкивается с Артуром. Он просит у неё прощения. Следующий раз они встречаются в доме матери Артура, где скрывается раненый советский разведчик Отто Грюнберг. Вместе они переносят разведчика в дом местного старосты — отца Марты буквально за час до того, как в дом матери Артура нагрянули с обыском немцы. Есть интересные и неординарные кадры проводов первых латышей, согласившихся работать в Германии. Их провожают с немецким оркестром, играющим воодушевлённые марши. Над импровизированной трибуной развеваются флаги нацистской Германии и Латвии. Приезжает офицер СС и с ним — представитель латвийского землячества. Он говорит короткую речь и желает им доброго пути.
5-я серия. Октябрь 1944 года. Немцы отступают, Рихард зовёт Марту с собой в Германию, но она остаётся дома. Отец Марты вынужден скрываться в лесу. Артур получает от своего командира сложное боевое задание — взять за линией фронта «языка» из числа латышских легионеров. Во время выполнения задания Артур получает тяжёлое ранение. Вскоре Марте сообщают, что Артур погиб. Озолс кончает жизнь самоубийством.
6-я серия. Марту как дочь бывшего старосты вместе с сыном Эдгаром ссылают в Сибирь, где ей приходится работать на лесоповале и жить в тесноте в простой крестьянской избе. Один из деревенских детей называет маленького Эдгара «фашистом». Эдгар вступает с ним в драку, а затем, обиженный, уходит в лес, где заблудившись, попадает в метель. Взрослые начинают поиски мальчика и находят его в лесу совсем замёрзшего. Мальчика относят в избу. Марта, отогрев сына, укладывает его спать рядом и поёт ему колыбельную. Артур, которого все считают погибшим, возвращается домой. Он требует пересмотра дела Марты и её полного оправдания. Марта пишет письмо в Москву с изложением обстоятельств спасения советского разведчика Отто Грюнберга (Александра Ефимова) в доме её отца во время войны. Тем временем в деревню к Марте приезжает отец разведчика, который благодарит Марту за спасение сына и уговаривает её уехать с ним в Иркутск, где живёт Александр Ефимов.
7-я серия. Артур с другими рыбаками выходит в море на лодке для лова рыбы. Начинается шторм, лодка переворачивается. Проходящий рядом шведский пароход спасает терпящих бедствие рыбаков. Об этом случае спасения Артура из прессы узнаёт Рихард, живущий в ФРГ. Марта осталась жить в Иркутске. Она берёт фамилию Банга и даёт сыну фамилию его настоящего отца. Артур не оставляет попыток найти Марту. Он приезжает в сибирскую деревню, куда была сослана Марта. Однако односельчане не помнят, с кем и куда она уехала. Проходят годы. В Иркутск с группой немецких специалистов приезжает Рихард, который сообщает Марте, что Артур жив. Вскоре Марта с сыном приезжают в родной посёлок.

## В ролях
- Лилита Озолиня — Марта Озола (озвучила и исполнила колыбельную песню «Сверчок» Валентина Талызина)
- Юозас Киселюс — Артур Банга (озвучил Алексей Панькин)
- Ромуальдас Раманаускас — Рихард Лосберг (озвучил Валерий Рыжаков)
- Эдуард Павулс — Якоб Озолс, отец Марты (озвучил Юрий Пузырёв)
- Карлис Тренцис — Калныньш (озвучил Владислав Ковальков)
- Арийс Гейкинс — трактирщик Аболтыньш (озвучил Владимир Ферапонтов)
- Лидия Фреймане — мать Артура
- Ааре Лаанеметс — Лаймон Калныньш (озвучил Леонид Белозорович)
- Индра Бурковска — Бирута
- Артур Калейс — Фрицис Спуре, отец Бируты
- Дзидра Ритенберга — Эрна, хозяйка у Озолса
- Эгонс Бесерис — Петерис (озвучил Юрий Саранцев)
- Валдемарс Зандбергс — учитель Акменьлаукс (1-2 серии, озвучил Рудольф Панков)
- Мартыньш Вердыньш — Бруно
- Роландс Загорскис — Зигис
- Волдемар Шориньш — Валдис
- Улдис Ваздикс — Мартиньш
- Харий Лиепиньш — Освальд Крейзис
- Улдис Думпис — Манфред (озвучил Рудольф Панков)
- Янис Зариньш — Спрудж, следователь (озвучил Николай Граббе)
- Улдис Лиелдиджс — Биллингс (озвучил Феликс Яворский)
- Янис Плесумс — Янис Грикис
- Юрис Леяскалнс — начальник тюрьмы (озвучил Алексей Сафонов)
- Гиртс Яковлевс — Сарма (озвучил Владимир Ферапонтов)
- Евгений Жариков — Отто Грюнберг/ Александр Ефимов
- Мерле Тальвик — Илга
- Любовь Соколова — Анисья
- Иван Рыжов — Митрий Акимыч
- Людмила Чурсина — Катерина
- Янис Екабсонс — Эдгар в детстве (озвучила Татьяна Канаева) (нет в титрах)
- Пауль Буткевич — Генрих (озвучил Борис Быстров)
- Велта Лине — Майга (озвучила Лариса Данилина)
- Арнис Лицитис — доктор Лорен (нет в титрах)
- Альфред Видениекс — отец Рихарда (озвучил Артём Карапетян; нет в титрах)
- Андрейс Жагарс — Эдгар, сын Марты (озвучил Алексей Панькин)
- Артур Экис — эпизод (нет в титрах)

Остальные роли озвучивали: Юрий Маляров, Вадим Захарченко, Александр Сныков, Леонид Белозорович.

## Съёмочная группа
- Режиссёр: Алоиз Бренч
- Авторы сценария: Олег Руднев, Дмитрий Василиу
- Оператор: Янис Мурниекс
- Художник: Гунарс Балодис
- Композитор: Раймонд Паулс

## Факты
- Сценарист Олег Руднев и мастер детективного жанра режиссёр Алоиз Бренч — последние из жителей Латвии, получившие Госпремию СССР в области искусства в 1983 году за самый популярный латвийский сериал «Долгая дорога в дюнах»[3].
- Партию саксофона в главной музыкальной теме сериала исполняет известный саксофонист Эгилс Страуме. В 1982 году рижская рок-группа «АРС» под руководством гитариста Вячеслава Митрохина записывает дебютный магнитоальбом, названный в честь сериала; там же присутствовала и упомянутая музыкальная тема, аранжированная Митрохиным. Позже, в 1987 году, она была переиздана на другом магнитоальбоме группы — «Не опускай паруса».
- Изначально роль Марты писалась под актрису Вию Артмане[4].
- Шестую серию снимали в деревне Ялгуба. Колыбельную песню «Сверчок за печкой» в русском дубляже за актрису Лилиту Озолиню исполнила озвучившая её роль Валентина Талызина. Фразу «Мама, ты только не уходи!» Эдгар произносит сонным голосом, хотя в кадре в начальном варианте видно слёзы на глазах мальчика (в фильме он просто засыпает).
- В 1981 году на мелодию Раймонда Паулса, которая является заглавной темой фильма, Аллой Пугачёвой была записана «Песня на „бис“» (стихи Андрея Вознесенского).
- Об одной истории, связанной с «Долгой дорогой в дюнах» и получившей продолжение в жизни, рассказала актриса Лилита Озолиня. По сюжету, у героини фильма Марты рождается ребёнок. Для съёмок приглашали разных мам с младенцами. Впрочем, поскольку в студии были сквозняки, все отказались от съёмок. «Тогда нам привезли ребёнка из детдома. Даже не могу вам передать, какие чувства я испытывала, когда держала его на руках, и когда он начал тянуться к моему лицу своими маленькими пальчиками… — вспоминает Лилита. — И вдруг появилась женщина, которая усыновила этого малыша во время съёмок. Это было чудом. Я ездила к ним в гости. Они жили за городом. Этот малыш вырос замечательным человеком. Даже только ради этого нужно было снимать этот фильм. Чтобы хотя бы один ребёнок был счастлив»[5].
- После очередного показа фильма по Латвийскому телевидению в 2016 году один из читателей газеты Latvijas avīze потребовал запретить дальнейшую демонстрацию картины, назвав её «фильмом, полным лжи». По его словам, после демонстрации фильма дети будут спрашивать у родителей, кто такие айзсарги, легионеры, страшные партизаны, и это создаёт впечатление, что «мы до сих пор в России и никогда от неё не избавлялись». К этому письму читатели сделали множество комментариев как за, так и против, после чего в поддержку фильма выступила журналист Элита Вейдемане. Она напомнила, что съёмки фильма завершились в 1981 году — в пору, когда публично говорить о депортациях и «лесных братьях» было вообще запрещено. Удивительно, что главному сценаристу фильма Олегу Рудневу вообще позволили упомянуть о депортациях — таким образом, были сделаны первые шаги на пути к истине. «Вскоре мы заговорим, что „такие фильмы“, которые интерпретируют историю, снижают наше национальное самосознание и латышскость, подрывают патриотизм и пропагандируют ещё целый ворох страшных вещей. Тогда впору говорить о том, насколько слабое у латышей самосознание и болезненно слабая латышскость, когда искусство может всё это разрушить в одночасье», — считает Вейдемане[6].